# Tratamento silencioso
Tratamento silencioso é a recusa de se comunicar verbalmente com alguém que deseja a comunicação. Pode variar de uma atitude mal-humorada a uma atitude abusiva. Pode ser uma forma passiva-agressiva de abuso emocional em que o desprazer, a desaprovação e o desprezo são exibidos por meio de gestos não-verbais, enquanto se mantém o silêncio verbal. A psicóloga clínica Harriet Braiker a define como uma forma de punição manipulativa.
O tratamento silencioso é uma forma disseminada de rejeição social, por ora menos que a rejeição e em outros momento mais do que a rejeição, não é abuso físico ou verbal, o alvo não é insultado ou agredido fisicamente o que o torna menos que outras formas de rejeição porém o tratamento silencioso  envolve a encenação de um papel, fingir que o alvo não existe, uma metáfora para a separação, a insignificância e mesmo a morte. O silêncio, mais do que a mera ausência de som, desempenha um papel fundamental na comunicação humana, na psicanálise e na educação. Dois estudos exploram as suas múltiplas dimensões: O Silêncio na Comunicação ou a Comunicação pelo Silêncio: O Silêncio na Psicanálise, de Rita Marta, e Do Silêncio como Via Longa. Contribuição para uma Pedagogia do Silêncio, de Alberto Filipe Araújo.

## Origem do termo
O termo originou-se do "tratamento" através do silêncio usado nas prisões do século XIX. Em uso desde as reformas prisionais de 1835, o tratamento silencioso era usado nas prisões como uma alternativa à punição física, pois acreditava-se que proibir os prisioneiros de falar, chamando-os por um número em vez de seu nome e fazendo-os cobrir seus rostos para não verem uns aos outros incentivaria a reflexão sobre seus crimes. Ferguson nota que marinheiros mercantes usavam o termo para descrever a punição de homens ao mar.

## Nas relações pessoais
Abusadores punem suas vítimas, recusando-se a falar com elas ou até mesmo reconhecerem a sua presença. Através do silêncio, os agressores comunicam em voz alta seu desprazer, raiva e frustração. As consequências desse comportamento na pessoa isolada pelo silêncio são sentimentos de incompetência e inutilidade.
Em uma pesquisa conduzida por Robin M. Kowalski e Sonja Faulkner, todas as vítimas do tratamento silecioso relataram que a repetida exposição ao tratamento silencioso provocou muitas emoções negativa como raiva, frustração, tristeza e desespero. Outros relataram que o tratamento prercipitou vários comportamentos como anorexia.

No seu estudo, Rita Marta analisa o significado do silêncio no contexto psicanalítico e a sua influência na relação entre analista e paciente. O silêncio pode constituir tanto uma forma de resistência como um meio de comunicação inconsciente. Freud interpretava-o inicialmente como um obstáculo à livre associação, mas psicanalistas posteriores, como Nacht, passaram a considerá-lo essencial para a interiorização do analista e para o crescimento psíquico do paciente. No enquadramento clínico, o silêncio pode proporcionar introspeção, reformulação emocional e a expressão de afetos que, de outro modo, dificilmente se manifestariam verbalmente. Além disso, a autora discute casos clínicos em que os pacientes recorrem ao silêncio como mecanismo de defesa ou de evitação emocional, evidenciando a sua complexidade e o seu impacto na análise.
Por sua vez, Alberto Filipe Araújo examina o silêncio como ferramenta pedagógica e o seu impacto na aprendizagem e no autoconhecimento. O autor destaca duas dimensões fundamentais: o silêncio enquanto via longa, um processo contínuo de formação interior, e a pedagogia do silêncio, que ensina os indivíduos a valorizarem o recolhimento como meio de desenvolvimento do pensamento crítico e criativo. Estabelece ainda paralelismos entre o silêncio e práticas iniciáticas espirituais, sublinhando o seu potencial transformador. Para Araújo, o silêncio não se opõe à palavra, mas complementa-a, sendo essencial para uma educação que fomente a reflexão profunda e a escuta ativa.
A comparação entre os dois estudos revela que ambos tratam o silêncio como um fenómeno estruturante, ainda que sob perspectivas distintas. No contexto psicanalítico, o silêncio surge como um meio de comunicação e de transformação emocional; na educação, assume-se como um instrumento fundamental para a introspeção e para uma aprendizagem mais profunda. Em ambas as abordagens, fica evidente que o silêncio, quando compreendido e utilizado de forma adequada, pode enriquecer as relações humanas e promover o desenvolvimento pessoal.  

## No local de trabalho
O impacto do silêncio estende-se para além da psicanálise e da pedagogia, manifestando-se de forma significativa nas relações interpessoais e organizacionais. No domínio das interações sociais, o silêncio pode ser utilizado como uma estratégia de comunicação, seja devido a dificuldades expressivas, como instrumento de manipulação ou como reflexo de insegurança psicológica. No contexto profissional, estudos indicam que a segurança psicológica tem uma influência direta na manifestação do silêncio, podendo afetar o bem-estar mental dos trabalhadores. O silêncio organizacional, expresso em formas como o silêncio aquiescente e o silêncio quiescente, pode ser um reflexo de medo, conformismo ou resistência à cultura da organização, gerando impactos significativos na dinâmica do local de trabalho e no equilíbrio emocional dos colaboradores. 
Uma pesquisa do Workplace Bullying Institute  no local de trabalho sugere que "usar o tratamento silencioso para isolar e separar os outros" é a quarta tática mais comum de todas as táticas experimentadas e é relatada em 64% dos casos de assédio moral no trabalho. O tratamento silencioso é uma forma reconhecida de supervisão abusiva. Outras formas incluem: lembrar a vítima de fracassos do passado, deixar de dar crédito apropriado, atribuir injustamente culpa ou explodir em ataques de raiva.
Para além disso, o silêncio pode ser compreendido como um mecanismo de controlo social. Michel Foucault, em Vigiar e Punir, analisa como o poder disciplinar moderno opera através da vigilância e da normalização dos comportamentos. O conceito de panóptico, que descreve um modelo de controlo baseado na sensação de observação constante, ilustra como o silêncio pode ser induzido pela autocensura, funcionando como um instrumento de dominação social e psicologia. 

Por fim, estudos sobre saúde mental e psicologia do trabalho demonstram que a falta de comunicação e a utilização do silêncio como forma de punição contribuem para a criação de ambientes tóxicos, favorecendo o desenvolvimento de perturbações como a ansiedade e a depressão. Assim, compreender as motivações subjacentes ao silêncio nos mais diversos contextos torna-se essencial para fomentar relações mais saudáveis e promover uma sociedade assente no diálogo, na escuta ativa e no respeito pela expressão individual.